# Massaker in Wolhynien und Ostgalizien

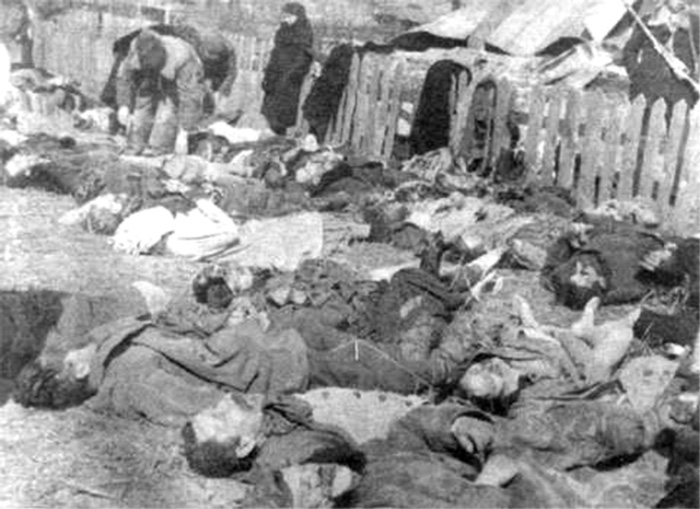
Polnische Zivilisten als Opfer des Massakers vom 26. März 1943, das von der Ukrainischen Aufständischen Armee (UPA) mit Hilfe ukrainischer Bauern im Dorf Lipniki begangen wurde

Mit Massaker in Wolhynien (auch: Wolhynien-Massaker, Massaker von Wolhynien, polnisch Rzeź wołyńska, ukrainisch Волинська трагедія) werden Massaker an der polnischen Bevölkerungsgruppe in den ehemaligen polnischen Ostgebieten durch die Ukrainische Aufständische Armee (UPA) während des Zweiten Weltkrieges bezeichnet. Die Massaker in Wolhynien stehen im direkten Zusammenhang mit der nationalistischen Politik der Organisation Ukrainischer Nationalisten (OUN) und ihres militärischen Armes, der UPA, die die Schaffung eines unabhängigen, vereinten ukrainischen Staates anstrebte, der alle ethnischen ukrainischen Gebiete einschließen sollte. Die vom 9. Februar 1943 bis Kriegsende durchgeführten Massaker an der polnischen Zivilbevölkerung durch die UPA in den im deutschen Machtbereich liegenden Gebieten Polens und der Ukraine nahmen Formen ethnischer Säuberungen an. Bei den Massakern wurden je nach Quelle 50.000 bis 80.000 oder annähernd 100.000 Polen von ukrainischen Nationalisten ermordet. Aber auch Ukrainer (mit ca. 10.000 bis 15.000 Todesopfern) und andere ortsansässige ethnische Gruppen sowie Flüchtlinge waren betroffen.

## Vorgeschichte
Galizien und Wolhynien, im Mittelalter Teile des Fürstentums Halytsch-Wolhynien, standen seit dem Ende des 14. Jahrhunderts unter der Herrschaft des Königreichs Polen und des Großfürstentums Litauen bzw. mit der Vereinigung beider Länder und der Begründung der polnisch-litauischen Adelsrepublik in der Lubliner Union 1569 unter der Polen-Litauens. Erst mit den Teilungen Polens im 18. Jahrhundert wurden beide Gebiete herrschaftlich getrennt. Galizien fiel an die Habsburgermonarchie, Wolhynien an das Russische Reich.

### Ostgalizien und Wolhynien in der Zweiten Polnischen Republik

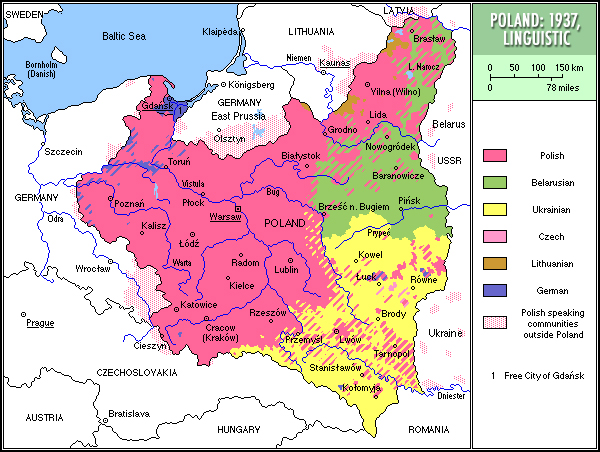
Verteilung der Volksgruppen und Sprachen in der Zweiten Polnischen Republik

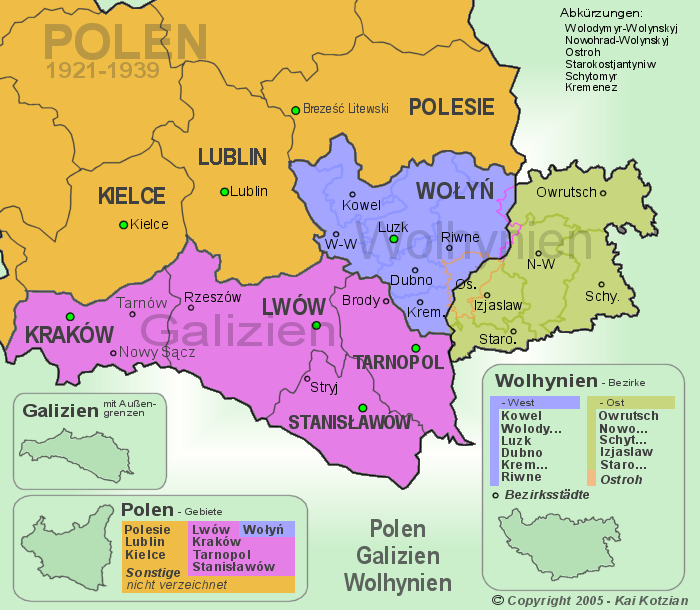
Wolhynien und Ostgalizien als Teile der Zweiten Polnischen Republik

Die Niederlage der Mittelmächte im Ersten Weltkrieg und die damit verbundene Auflösung Österreich-Ungarns versuchten sowohl Ukrainer als auch Polen zur Bildung von Nationalstaaten zu nutzen. Dem am 14. November 1918 zum polnischen Staatschef ernannten Józef Piłsudski (1867–1935) hatte zunächst die Errichtung einer von der Ostsee bis zum Schwarzen Meer reichenden, Międzymorze (poln. für „Zwischenmeerland“) genannten slawischen Konföderation vorgeschwebt, die de facto eine Erneuerung der alten polnisch-litauischen Adelsrepublik gewesen wäre. Die miteinander konkurrierenden Nationalismen der slawischen Völker ließen dieses Projekt schon früh scheitern. Schließlich entstand der polnische Nationalstaat, dessen Ostgrenze zunächst noch nicht feststand und dessen Gebietsansprüche hier mit denen der Ukrainer und dem sich formierenden Sowjetrussland konkurrierten.
In Galizien, wo sich die nationalukrainischen Kräfte wesentlich früher organisiert hatten und die Nationenbildung weiter fortgeschritten war als im russisch beherrschten Teil der Ukraine, wurde am 13. November 1918 eine Westukrainische Volksrepublik (ukr.: Західноукраїнська Народна Республіка, Sachidno-Ukrajinska Narodna Respublika; SUNR) mit Lemberg als Hauptstadt proklamiert. Politisch nahezu völlig auf sich allein gestellt, vermochte sich diese im bald darauf ausbrechenden und bis Sommer 1919 andauernden Polnisch-Ukrainischen Krieg gegen die Zweite Polnische Republik militärisch allerdings nicht zu behaupten. Auch in dem zu Russland gehörenden Teil der Ukraine scheiterte die Bildung eines ukrainischen Nationalstaates im Zuge der Ereignisse des Russischen Bürgerkrieges und des Polnisch-Sowjetischen Krieges. Am 18. März 1921 wurde mit der Unterzeichnung des Friedensvertrags von Riga die Ostgrenze Polens neu definiert und die Gebiete östlich des Bug, die nicht mehrheitlich von Polen bewohnt waren, zu Teilen der Zweiten Polnischen Republik gemacht.
Der sich fortan in den Grenzen des polnischen Staates befindliche Westteil Wolhyniens umfasste rund 36.000 km², die Fläche Ostgaliziens rund 47.000 km². In Wolhynien lebten damals rund 2,3 Millionen Menschen, von denen nur etwa 350.000 bzw. knapp 17 % der Gesamtbevölkerung Polen waren. 70 % der Bevölkerung waren Ukrainer, 10 % Juden. Ganz ähnlich war die ethnische Situation auch in Ostgalizien, dessen polnischer Bevölkerungsteil mit 25 % zwar etwas größer war, wo auf die Ukrainer aber dennoch 64 % der Gesamtbevölkerung entfielen und der jüdische Bevölkerungsanteil ebenfalls 10 % betrug. Die polnische Regierung versuchte, dieses numerische Ungleichgewicht „mit einer gezielten Boden- und Siedlungspolitik“ auszugleichen, indem sie polnische Bauern in beiden Gebieten ansiedelte. Diesen wurden Teile des polnischen Großgrundbesitzes übereignet und finanzielle Unterstützungen gewährt. Obwohl auch ukrainische Bauern von der Aufteilung polnischen Großgrundbesitzes profitierten, sorgten die übrigen Maßnahmen der polnischen Regierung wie die Einführung der polnischen Sprache im orthodoxen Gottesdienst, die Beschneidung des ukrainischen Schulwesens, die Unterdrückung politischer Regungen und die Verhaftung zahlreicher Aktivisten bei den Ukrainern für steigendes Unbehagen und Hass.
Die Ukrainer Galiziens gingen schon bald zu offenem Widerstand gegen die polnische Politik über, der sich in den zwanziger Jahren zu einem regelrechten Kleinkrieg auswuchs, bei dem polnische Gutshöfe verbrannt sowie Sabotageakte und Anschläge auf polnische Politiker verübt wurden. 1929 kam es in Wien zur Gründung der Organisation Ukrainischer Nationalisten (OUN), die vor allem unter der Jugend Galiziens zahlreiche Anhänger fand. Unter Oberst Jewhen Konowalez (1891–1938) wurde sie zu einer disziplinierten militärischen Untergrundbewegung ausgebaut, die ab 1930 Terroranschläge auf polnische Einrichtungen, Beamte und Gutsbesitzer sowie Ukrainer, die mit den Polen zusammenarbeiteten, ausführte. Spektakulärer Höhepunkt dieser Angriffe war die Ermordung des polnischen Innenministers Bronisław Pieracki im Juni 1934 in Warschau. Der polnische Staat reagierte darauf mit einem noch härteren Vorgehen gegen jegliche Opposition und weiteren Verhaftungen sowie einer Verschärfung seiner Nationalitätenpolitik. Die polnische Politik gegenüber den Ukrainern und anderen Minderheiten, die „im ganzen gesehen assimilatorisch und repressiv“ war, vermochte aber auf diese Weise bis zum Beginn des Zweiten Weltkrieges weder die polnische Vorherrschaft zu festigen, noch die ukrainische Mehrheitsbevölkerung zu loyalen und in die polnische Republik integrierten Staatsbürgern zu machen.

### Die Sowjetherrschaft
Nach dem deutschen Überfall auf Polen 1939 wurde die Zweite Polnische Republik gemäß den im geheimen Zusatzprotokoll des Deutsch-sowjetischen Nichtangriffspakts abgesteckten Interessensphären in Ostmitteleuropa aufgeteilt. Ostgalizien und Wolhynien fielen wie die übrigen Woiwodschaften Ostpolens der sowjetischen Besatzung anheim. Die „neu gewonnenen“ Gebiete wurden konsequent in das Sowjetsystem integriert. Die wichtigsten Wirtschaftszweige wurden verstaatlicht, die Exponenten der alten Eliten verhaftet und deportiert. Da diese Maßnahmen überwiegend Polen betrafen und die ukrainischen Bauern zunächst von der Enteignung und Aufteilung polnischen Großgrundbesitzes profitierten, wurde den Sowjets vonseiten der Ukrainer anfangs durchaus auch Sympathie entgegengebracht. Die 1940 einsetzende Kollektivierung der Landwirtschaft und die rigorose Unterdrückung aller ukrainischen nationalstaatlichen Bestrebungen sorgten jedoch auch hier für einen Stimmungsumschwung und zunehmende Desillusionierung bei breiten Bevölkerungskreisen. Die nationale ukrainische Intelligenz setzte ihre Hoffnungen bald verstärkt auf die OUN, die es als einzige antisowjetische Kraft geschafft hatte, im Untergrund weiter zu bestehen. Sie hatte sich allerdings nach 1933 immer stärker auf das nationalsozialistische Deutschland ausgerichtet und nach der Ermordung ihres Leiters Jewhen Konowalez 1940 in „Melnykisten“ und „Banderisten“ gespalten. Bei ersteren, als OUN-M bezeichnet, handelte es sich um die zumeist aus Emigranten bestehenden Anhänger von Oberst Andrij Melnyk (1890–1964), bei letzteren, als OUN-B bezeichnet, um die Anhänger Stepan Banderas (1909–1959), die ihre Basis in Galizien hatten und den bewaffneten Kampf für die Eigenstaatlichkeit der Ukrainer befürworteten.

### Die Zeit der deutschen Besatzung
Mit dem deutschen Angriff auf die Sowjetunion im Juni 1941 wechselten beide Gebiete abermals den Besatzer. Bis zur Befreiung durch die Rote Armee im September 1944 befanden sich Ostgalizien als Teil des Generalgouvernements und Wolhynien als Teil des Reichskommissariats Ukraine unter deutscher Herrschaft. Nach den Erfahrungen der kurzen Sowjetherrschaft weckte der deutsche Einmarsch bei nicht wenigen Ukrainern zunächst Hoffnungen auf eine Besserung der Lage. Nicht wenige Angehörige der national eingestellten ukrainischen Intelligenz sahen in den Deutschen ihre Befreier und meinten, die Verwirklichung ihres Traumes von der ukrainischen Eigenstaatlichkeit stehe nun unmittelbar bevor. Zwei von der OUN aufgestellte Militäreinheiten mit den Bezeichnungen Roland und Nachtigall waren mit der Wehrmacht in die Ukraine einmarschiert, und bereits am 30. Juni 1941 proklamierten Mitglieder der OUN-B in Lemberg einen unabhängigen ukrainischen Staat. Von deutscher Seite reagierte man auf diese Proklamation jedoch mit der Verhaftung Banderas und seiner Mitkämpfer und ihrer Einweisung ins KZ Sachsenhausen. Trotz dieser Maßnahme kam es in der Folgezeit aufgrund der weitgehenden Zurückhaltung der deutschen Besatzungsmacht auf vielen Ebenen zu einer relativ guten Zusammenarbeit mit den Ukrainern. Diese nutzten die ihnen gebotenen Freiräume für vielfältige national-kulturelle Aktivitäten, belebten ihr Schulwesen neu und schafften es besonders in Ostgalizien, zahlreiche Posten in der Lokalverwaltung und in den von den Deutschen aufgestellten ukrainischen Hilfspolizeieinheiten zu besetzen. Die Bezeichnungen für diese aus Einheimischen rekrutierten Einheiten variierten. Im Süden der deutsch besetzten Sowjetunion sprach man meist von Hilfspolizei, im Heeresgebiet Mitte hingegen von Ordnungsdienst. Nachdem sich die Polizeiorganisation (und hier vor allem die Dienststellen der Ordnungspolizei) vollständig in den besetzten Ostgebieten etabliert hatte, ging die Hilfspolizei, nun offiziell Schutzmannschaft genannt, in den Kompetenzbereich des SS- und Polizeiapparates über. Als Angehörige letzterer waren Ukrainer hier auch von Anfang an in die Vernichtung der Juden als einer der tragenden ethnischen Gruppen des Landes involviert.
Trotz der Bereitschaft vieler Ukrainer zur Kollaboration wurden diese von den Deutschen dennoch nie als gleichberechtigte Partner angesehen. Der Reichskommissar der Ukraine, Erich Koch (1896–1986), machte im August 1942 keinen Hehl daraus, welche Rolle den Ukrainern im von den Deutschen beherrschten „Osten“ zugedacht war:

„Es gibt keine freie Ukraine. Das Ziel unserer Arbeit muß sein, daß die Ukrainer für Deutschland arbeiten und nicht, daß wir das Volk hier beglücken. Die Ukraine hat das zu liefern, was Deutschland fehlt. Diese Aufgabe muß ohne Rücksicht auf Verluste durchgeführt werden … Für die … Deutschen im Reichskommissariat ist … maßgebend, daß wir es mit einem Volk zu tun haben, das in jeder Hinsicht minderwertig ist …“

Die von den Deutschen durchgeführten Requirierungen, die Beibehaltung der den Ukrainern verhassten Kolchosen, die nun für die deutsche Kriegswirtschaft zu arbeiten hatten, die massive Zwangsrekrutierung von Ukrainern als Ostarbeiter und ihre Verschleppung ins Reichsgebiet sowie die Verhaftungen und auch Erschießungen von Funktionären und Angehörigen beider OUN-Fraktionen ließen ukrainischerseits die Bereitschaft zur weiteren Zusammenarbeit mit den Deutschen im Reichskommissariat rasch absinken. Bereits im Frühjahr 1942 kam es durch Taras Borowez (1908–1981), einen langjährigen ukrainischen Untergrundkämpfer, in Polesien und Wolhynien zur Aufstellung von Kampfeinheiten, die sich „Ukrainische Aufstandsarmee“ (UPA) nannten und sich aus desertierten ukrainischen Hilfspolizisten, zwangsverpflichteten ukrainischen Jugendlichen, aber auch ehemaligen Angehörigen der Roten Armee rekrutierten. Ende 1942 unterstellte sich die UPA, die anfangs zu beiden Flügeln der OUN Beziehungen unterhalten hatte, dem radikaleren Bandera-Flügel der OUN, der seinerseits ebenfalls mit der Aufstellung von Kampfeinheiten begonnen hatte. Bis Mitte 1943 errang die OUN-B sukzessive die Kontrolle über alle anderen noch bestehenden bewaffneten ukrainischen Einheiten in der nordwestlichen Ukraine. Zu diesem Zeitpunkt hatte die OUN-B bereits klar gegen die Deutschen Stellung bezogen, und in einem Flugblatt vom Februar 1943 schärfte sie ihren Mitgliedern ein, dass sich „[d]ie Ukraine … gegenwärtig zwischen Hammer und Amboß zweier feindlicher Imperialisten, Moskaus und Berlins [befindet].“ Daraus wurde als „unwiderrufliche Forderung für das ukrainische Volk … der Kampf gegen beide Imperialismen“ abgeleitet.
Während vonseiten der OUN/UPA im Reichskommissariat Ukraine bereits Ende 1942/Anfang 1943 mit einem Untergrundkrieg begonnen wurde, der sich aber primär gegen die hier aktiven sowjetischen Partisaneneinheiten und erst in zweiter Linie gegen deutsche Einrichtungen und Streitkräfte richtete, blieb das ukrainisch-deutsche Verhältnis in Ostgalizien noch längere Zeit ungetrübt. Sichtbares Zeichen dafür war, dass es den Deutschen hier noch 1943 gelang, rund 80.000 ukrainische Freiwillige anzuwerben, von denen etwa 17.000 in die ab Mitte des Jahres aufgestellte 14. Waffen-Grenadier-Division der SS (galizische Nr. 1) übernommen wurden.

## Die Massaker

### Verlauf der Massaker
Bereits im Vorfeld kam es seit Herbst 1939 von ukrainischer Seite zu Angriffen auf polnische Bürger, die sich in den folgenden Jahren intensivierten. In den Jahren 1942/43 erstarkte schließlich in Kreisen der OUN/UPA der Wille zur Vernichtung der polnischen Bevölkerung. Am 9. Februar 1943 ermordete die UPA, angeführt von Hryhory Perehyniak (Hryhorij Perehijniak), in dem Dorf Parośla in der Region Sarny etwa 150 Menschen, was als erstes organisiertes Massaker gilt. Die folgenden Massaker fanden im März 1943 überwiegend in den Regionen Kostopil und Sarny und im April 1943 in den Gegenden von Kremenez, Riwne, Dubno und Luzk statt: Allein zwischen Ende März und Anfang April 1943 wurden 7000 unbewaffnete Männer, Frauen und Kinder von der UPA ermordet. In Lipniki (etwa 270 km südwestlich von Kostopil) wurden im März 1943 mindestens 179 Personen unter dem Kommando von Iwan Lytwyntschuk durch die UPA massakriert. In der Nacht vom 22. zum 23. April 1943 kamen beim Niederbrennen des Dorfes Janowa Dolina 600 Polen ums Leben. Im Mai 1943 breiteten sich die Massaker in Dubień, Zdołbunów und Sarny aus, im Juni 1943 ereigneten sie sich größtenteils in den Gegenden von Luzk und Zdołbunów.
Ihren Höhepunkt fanden die Massaker im Juli und August 1943. Der Befehlshaber der Gruppe UPA-Nord, Dmytro Kljatschkiwskyj, erklärte 1943 in einer Direktive die Liquidierung aller „polnischen Elemente“ zum Ziel. Zwar sollten zunächst nur alle männlichen polnischen Bewohner dieser Gebiete im Alter zwischen 16 und 60 Jahre ermordet werden, die Opfer der Massaker waren jedoch überwiegend polnische Frauen und Kinder. Die Ukrainer hofften, durch die Beseitigung der Polen ihren künftigen Anspruch auf Wolhynien untermauern zu können. Zudem galten die Ausschreitungen als Racheakt für Massaker seitens polnischer Nationalisten gegenüber ukrainischen Zivilisten, welche sich 1942 ereignet hatten.
Ab 1942 bis Kriegsende wurden allein in Wolhynien schätzungsweise 50.000–60.000 Polen, unter Einschluss der übrigen Gebiete der Ukraine möglicherweise bis zu 100.000–300.000 von ukrainischen Nationalisten getötet und 485.000 zur Flucht gezwungen. Ihren Höhepunkt erreichten die Massaker am Blutsonntag, dem 11. Juli 1943. An diesem Tag haben Hundertschaften der UPA, „unterstützt von der ukrainischen Zivilbevölkerung, 100 polnische Dörfer angegriffen. […] Die Menschen wurden in den Kirchen getötet, während der Heiligen Messe. Viele Priester wurden mit Sensen zerstückelt, direkt am Altar.“ „Bewohner wurden in Kirchen getötet, aus ihren Häusern gewaltsam herausgeholt, auf verschiedene Weise gefoltert.“
Diese Massaker an der polnischen Bevölkerung, die polnischerseits als „Wolhynische Gemetzel“ (rzeź wołyńska), ukrainischerseits als „Wolhynische Tragödie“ (Волинська трагедія) bezeichnet werden, fanden ohne Rücksicht auf Alter und Geschlecht, teilweise zumindest unter Duldung der deutschen Besatzungsmacht, statt (vgl. dazu beispielsweise das Huta-Pieniacka-Massaker). Die Hauptverantwortung für den Terror lag bei der Bandera-OUN, doch trugen auch die Deutschen unmittelbar zur Konflikteskalation bei, indem sie sich z. B. bei der „Pazifikation“ der Dörfer mitunter als polnische oder ukrainische Partisanen ausgaben. Auch die von den Deutschen organisierten und kontrollierten ukrainischen und polnischen Schutzmannschaften (militärisch organisierte Polizeihilfskräfte) griffen auf beiden Seiten in den Konflikt ein.

### Methoden
Die Vorgehensweise der UPA war von größter Brutalität gekennzeichnet. Bei den von der UPA begangenen Gräueltaten fanden nicht nur Feuerwaffen, sondern auch Äxte, Beile, Spieße, Messer und Heugabeln zur Ermordung der polnischen Bevölkerung Verwendung. Unabhängig von Alter und Geschlecht wurden die Opfer häufig zu Tode gefoltert, ganze Siedlungen in Brand gesteckt, die Ortschaften oftmals nachts oder im Morgengrauen überrumpelt, wie etwa während des Massakers in Janowa Dolina. Mehrfach kam es während katholischer Gottesdienste zu Überfällen auf Kirchen. Der britische Historiker Norman Davies beschreibt im Buch No simple Victory wie ganze Dörfer niedergebrannt, katholische Priester mit Äxten zerhackt oder gekreuzigt und abgelegene Bauernhöfe von mit Messern und Heugabeln bewaffneten Gruppen angegriffen wurden. Man schnitt den Opfern die Kehlen durch, schwangere Frauen und Kinder wurden aufgespießt oder in Stücke geschnitten, Männer wurden aus dem Hinterhalt überfallen und ermordet.

Im Morgengrauen des 30. August 1943 überfielen ukrainische Nationalisten das Dorf Ostrowka in Wolhynien. Der überlebende Aleksander Pradun, der während der Massaker fast seine ganze Familie verlor, erinnert sich:
„Es ist kaum zu beschreiben: Alles schrie und weinte. Kinder, die unter den Leichen nach ihren Müttern suchten und erschossen wurden. Meine Mutter wollte, dass wir diesem Morden nicht länger zusehen. Sie drückte mich an sich – und dann schossen sie, erst auf meine Tante. Dann merkte ich, wie der Arm meiner Mutter erschlaffte – sie hatten sie getroffen. Ich lag regungslos da, um mich herum Totenstille. Und dann hörte ich die Ukrainer rufen: ‚Die polnische Fresse liegt hier, besiegt!‘“
Ein weiterer Überlebender der Massaker, Zygmunt Maguza, berichtet von der Ermordung seiner Familie:
„Auf dem Tisch stand Brot. Oma hat es gebacken, dachte, dass wir vielleicht kommen. Die Tür in die Stube war angelehnt. Rechts sah ich den Opa liegen. Links Oma und Weronika. Ich guckte rein, der Opa hatte keinen Kopf mehr. Ich hob ihn an, da spritzte das Blut! Ich hatte nur ein Hemd und eine kurze Hose an, war barfuß. Oma hatte ein Schlafhemd an, jemand hatte sie mit der Axt von oben nach unten durchgetrennt. Daneben – die 11-jährige Weronika Stankiewicz. Sie war nicht nur erschossen worden, sondern auch von oben nach unten zerhackt.“ 

### Schutzzonen und Selbstverteidigungsbündnisse
Aufgrund der anhaltenden ukrainischen Angriffe bildeten sich zahlreiche Schutzzonen und Selbstverteidigungsbündnisse, um die polnische Zivilbevölkerung vor den Attacken der Ukrainer zu schützen.
Die polnische Zivilbevölkerung versuchte Zuflucht in größeren Siedlungen und in Wäldern zu finden, wo sie schließlich von der Polnischen Heimatarmee Unterstützung fand. In diesem Zuge organisierte man ein umfassendes Alarm- und Kommunikationssystem sowie Selbstverteidigungsbündnisse, die laut Anordnung des Oberst Kazimierz Damian Bąbiński vom 17. Mai 1943 den Schutz der polnischen Zivilbevölkerung als Ziel hatte, jedoch weder mit sowjetischen oder deutschen Einheiten kooperieren noch dieselben brutalen ukrainischen Tötungsmethoden anwenden sollte. Zu den ersten Schutzzonen zählten u. a. die Dörfer Jeziory, Szachy, Komary und Dubrowica. Weitere Schutzzonen wurden unter anderem in Beresteczko, Stara Huta, Lipniki, Ostrowsk, Powrosk, Worczyn und Zagaje errichtet. Häufig aber fielen vor allen Dingen die Bewohner der kleineren Zonen den Ukrainern zum Opfer, da sie es nicht mehr in die größeren Schutzzonen oder Städte schafften.
Insgesamt formierten sich mehr als 100 Schutzzonen, von denen allerdings über 40 den ukrainischen Attacken nicht standhalten konnten, sodass deren Bewohner ermordet wurden. Als bekanntes Beispiel für ein Zentrum der Selbstverteidigung gilt die Ortschaft Huta Stepańska, die vom 16. bis zum 18. Juli 1943 angegriffen wurde und in der über 600 Polen von Ukrainern umgebracht wurden.
Auch die Ortschaft Przebraże galt als bekannte Schutzzone, die anfänglich etwa 2000 und später mehr als 20.000 Personen eine Zuflucht bot. Sie entstand unmittelbar nach den Angriffen auf die Dörfer Taraż und Marianówka am 12. März 1943 durch 500 UPA-Soldaten im Landkreis Luzk. In Przebraże errichtete die Bevölkerung zahlreiche Schutzbunker, Barrikaden sowie Teiche zur Abschreckung der ukrainischen Angreifer, zudem bildeten sich sieben Infanterie- sowie eine Kavalleriekompanie von mehr als 100 Personen. Die zahlreichen ukrainischen Attacken konnte die Bevölkerung in Przebraże im Gegensatz zu vielen anderen Ortschaften weitestgehend zurückweisen.

### Polnische Racheakte
Angehörige der polnischen Heimatarmee (AK) reagierten auf die Massaker der UPA mit weiteren Vergeltungsaktionen an der ukrainischen Bevölkerung in Selbstverteidigungsverbünden. Sie organisierte das Niederbrennen ganzer ukrainischer Dörfer sowie das Massakrieren der dort lebenden Einwohner. Die AK begründete diese Terrorkampagne, indem sie erklärte, dass sie Rache nehmen werde für ähnliche Massaker, die von den ukrainischen Nationalisten begangen wurden. Die Polnische Heimatarmee stiftete zudem zusammen mit der polnischen Polizei Polen dazu an, ihre ukrainischen Nachbarn anzugreifen und auszurauben. Ein Fall ist das Sahryń-Massaker am 10. März 1944 im westlichen Wolhynien. Ein weiterer ist das spätere Massaker in Wierzchowiny, Gmina Siennica Różana, am 6. Juni 1945.
Am 14. März 1945 informierten sowjetisch-ukrainische Behörden Moskau darüber, dass kürzlich Grenzpolizeieinheiten des NKWD Berichte erhalten hatten, nach denen polnische Regierungsorgane und Militäreinheiten die ukrainische Bevölkerung terrorisieren, an Massenmorden an Ukrainern teilnehmen, ihre Häuser oder gar ganze Dörfer niederbrennen und sie ihres Eigentums und ihres Viehbestands berauben würden.
Den Vergeltungsaktionen an der ukrainischen Bevölkerung durch polnische Partisanen fielen je nach Schätzungen 10.000 bis 12.000 bzw. 15.000 Ukrainer zum Opfer.

## Nachwirkungen

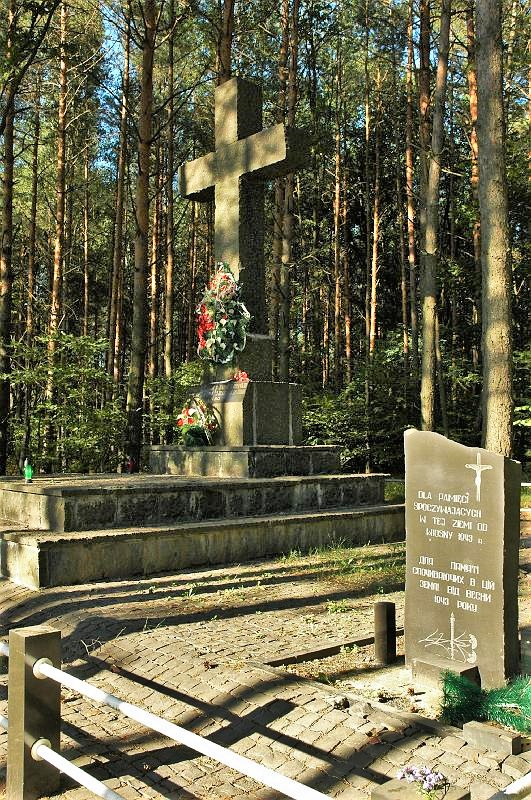
Monument für ermordete Polen in Janowa Dolina

Die Wahrnehmung des Massakers von Wolhynien ist in Polen und in der Ukraine unterschiedlich. Viele Polen betrachten die Ereignisse in Wolhynien als Völkermord. In der Ukraine überwiegt die Tendenz, die Tragödie von Wolhynien (dort der übliche Begriff), in einen größeren Kontext der schwierigen polnisch-ukrainischen Beziehungen vor 1939 und während des Zweiten Weltkrieges einzuordnen. Dabei wird die UPA in der Ukraine vor allem im Zusammenhang mit ihrem Engagement im Kampf um die Unabhängigkeit von den Sowjets und von der antiukrainischen Politik Polens gesehen. Die dunklen Seiten der Geschichte eines Teils der Mitglieder dieser Organisation sind in der Ukraine weniger bekannt.
Am 11. Juli 2003 fand in Pawliwka eine Gedenkfeier zum 60. Jahrestag der Massaker statt, bei der die Präsidenten Polens und der Ukraine, Kwaśniewski und Kutschma, gemeinsam zur Versöhnung aufriefen.
In der Ukraine wurden aber auch danach immer wieder historisch umstrittene Personen öffentlich gewürdigt, was die polnisch-ukrainischen Beziehungen bis heute belastet. So rief etwa die ukrainische Stadt Ternopil 2011 zu einem Gedenkjahr für Dmytro Kljatschkiwskyj auf, der von polnischer und ausländischer Seite maßgeblich für die Eskalation des polnisch-ukrainischen Konflikts verantwortlich gemacht wird. Nachdem bereits 2007 dem umstrittenen Roman Schuchewytsch von Wiktor Juschtschenko der Ehrentitel „Held der Ukraine“ verliehen wurde, wurde auch Stepan Bandera Anfang 2010 postum mit diesem Titel geehrt. Gegen diese Entscheidung protestierten unter anderem die polnische Regierung, das Simon Wiesenthal Center und das Europäische Parlament, so dass diese Ernennung einige Zeit später durch den neuen Präsidenten Wiktor Janukowytsch wieder rückgängig gemacht wurde. Während die für die Massaker verantwortliche UPA hauptsächlich in der Westukraine nach wie vor glorifiziert wird, ist ihre Ablehnung im Osten und im Süden des Landes groß.
In einem Beschluss zum Massaker, den das polnische Parlament am 12. Juli 2013 verabschiedete, wurden die Gewalttaten als „ethnische Säuberung mit Merkmalen eines Völkermordes“ verurteilt.
Das ukrainische Parlament, die Werchowna Rada, dagegen erklärte im April 2015 die Mitglieder der Ukrainischen Aufständischen Armee offiziell zu Unabhängigkeitskämpfern.
Am 17. Dezember 2014 bat der ukrainische Präsident Petro Poroschenko während einer Rede in Warschau vor beiden Kammern des polnischen Parlaments und in Anwesenheit des polnischen Präsidenten Bronisław Komorowski, der polnischen Premierministerin Ewa Kopacz sowie Mitgliedern der polnischen Regierung die Polen um Vergebung für den Massaker von Wolhynien.
Laut dem polnischen Institut für Nationales Gedenken (IPN) weisen die Massaker in Wolhynien und Ostgalizien alle in der 1948 von der Generalvereinigung der Vereinten Nationen beschlossenen Konvention über die Verhütung und Bestrafung des Völkermordes beschriebenen Merkmale eines Genozids auf, der als eine Handlung definiert wird, „die in der Absicht begangen wird, eine nationale, ethnische, rassische oder religiöse Gruppe als solche ganz oder teilweise zu zerstören“.
Dementsprechend stufte der Senat der Republik Polen die Massaker in seinem Beschluss vom 7. Juli 2016 als Völkermord ein, und auch der Sejm bezeichnete am 22. Juli 2016 die Ereignisse als Völkermord. Beides hatte kritische Stellungnahmen in der Ukraine zur Folge. 
Anfang Juni 2016 wandten sich bekannte Ukrainer, darunter die Präsidenten der Ukraine L. Krawtschuk und W. Juschtschenko, mit einem offenen Appell an die Führung des polnischen Staates und die gesamte Gesellschaft. Anfang Juli schrieb die polnische Elite eine Antwort auf diesen Appell der Ukrainer: einen Brief mit dem Titel „Brüder, Ukrainer“, der in der polnischen Presse veröffentlicht wurde. Unterzeichnet wurde er von vierzig angesehenen Vertretern des polnischen Volkes, darunter drei Ex-Präsidenten: Lech Wałęsa, Aleksander Kwaśniewski und Bronisław Komorowski, sowie vielen polnischen politischen, gesellschaftlichen und kulturellen Persönlichkeiten und Journalisten. Unter anderem enthält er folgende Zeilen: 
„…wir freuen uns über Ihren Brief mit den bedeutsamen Worten ‚Wir vergeben und bitten um Vergebung‘, in dem Sie nicht vor der Verantwortung für das Leid zurückschrecken, das den Polen in den vierziger Jahren des letzten Jahrhunderts zugefügt wurde. Wir ehren auch die Opfer der brudermörderischen polnisch-ukrainischen Konflikte. Wir danken Ihnen für Ihren Brief und bitten um Vergebung für das Leid, das unseren ukrainischen Brüdern durch polnische Hände zugefügt wurde.“
Am 6. Juli 2016 verabschiedete der Senat der Republik Polen den „Entwurf einer Resolution zur Würdigung der Bürger der Zweiten Polnischen Republik – Opfer der Morde ukrainischer Nationalisten in den Jahren 1939–1945“. Darin wird unter anderem festgestellt: Die Gesamtzahl der Opfer beläuft sich auf 100.000 und mehrere Zehntausend Personen, darunter auch Juden, Tschechen, Armenier und Ukrainer. Der Senat zollt den höchsten Respekt den Soldaten der Heimatarmee (Armia Krajowa), den Verteidigungseinheiten der Grenzregionen (Kresowe Samoobrony), den Bauernbataillonen (Bataliony Chłopskie) und anderen Formationen, die Widerstand leisteten. Er bringt seine Achtung und Dankbarkeit gegenüber jenen Ukrainern zum Ausdruck, die, unter Lebensgefahr, Polen retteten, und schlägt vor, für sie spezielle Auszeichnungen einzuführen.
Am 11. Juli 2016 bezeichnete der polnische Verteidigungsminister Antoni Macierewicz in der Sendung „Minęła 20“ von Michał Rachoń auf dem Fernsehsender „TVP Info“ die Ereignisse im Zusammenhang mit der Wolhynien-Tragödie als einen „zweifelsfreien Völkermord“ (poln. zbrodnia ludobójstwa). Gleichzeitig machte er Russland für die Wolhynien-Tragödie verantwortlich, da die Bolschewiki „einen Teil der ukrainischen Nationalisten für die Organisation dieses Völkermordes genutzt“ hätten. Zudem erklärte der Minister, dass die polnische Gesellschaft ebenfalls Schuld daran trage, weil über diese Ereignisse nicht die Wahrheit gesprochen wurde. Die Unterstützung für den Aufbau der Unabhängigkeit der Ukraine auf der Grundlage der Wahrheit sei jedoch im Interesse Polens.
Anfang Januar 2017 wurde eine 2005 zum Gedenken an die in dem ehemaligen Dorf Huta Pieniacka in der Oblast Lwiw errichtete Gedenkstätte für die dort am 28. Februar 1944 ermordeten 600 bis 900 Polen und Juden durch Unbekannte gesprengt. Auf das Steinkreuz und die zwei Steinplatten der Gedenkstätte, die im Beisein der damaligen polnischen und ukrainischen Staatspräsidenten, Kaczyński und Janukowytsch, eingeweiht worden war, hatten die Täter die Flaggen der Ukraine, der UPA sowie SS-Runen gesprüht. Das polnische Außenministerium forderte daraufhin eine Bestrafung der Täter, die die ukrainische Seite zusicherte.
Der Leiter des Ukrainischen Instituts für Nationales Gedenken (UINP), Wolodymyr Wjatrowytsch, hält die Angaben der Historiker, wonach im polnisch-ukrainischen Konflikt etwa 16.000 Ukrainer und etwa 30.000–40.000 Polen getötet wurden, für wahrscheinlich am glaubwürdigsten. Die Zahlen von 100.000 getöteten Polen und 5.000 getöteten Ukrainern, die vom polnischen Präsidenten Andrzej Duda genannt wurden, bezeichnete er als „absolut unbegründet durch jegliche historischen oder demografischen Forschungen“.
Im Juli 2023 gedachten mit dem ukrainischen Präsidenten Wolodymyr Selenskyj und dessen polnischen Amtskollegen Andrzej Duda erstmals die Staatschefs beider Länder des Massakers. Der Gottesdienst, dem beide beiwohnten, wurde anlässlich des 80. Jahrestags des Massakers in Luzk abgehalten. Weitere Aufklärung der Verbrechen war von Kirchenvertretern aus Polen und der Ukraine gefordert worden.
Im Januar 2025 vereinbarten die Ukraine und Polen die gemeinsame Exhumierung von Opfern auf dem Gebiet des ehemaligen Dorfes Puzniki, wo vermutlich zwischen 70 und 120 Menschen, vor allem Frauen und Kinder, von der UPA ermordet wurden.

## Film
Der polnische Filmregisseur Wojciech Smarzowski arbeitete von 2014 bis 2016 an den Dreharbeiten zu dem Spielfilm Sommer 1943 – Das Ende der Unschuld (Wołyń), der die Massaker in Wolhynien thematisiert und im Anschluss an seine Aufführung beim Polnischen Spielfilmfestival in Gdynia im September 2016 in die polnischen Kinos gekommen ist.  Die für den 18. Oktober 2016 geplante Filmvorführung, organisiert vom Polnischen Institut in Kyjiw (Instytut Polski w Kijowie), wurde auf dringende Empfehlung des ukrainischen Außenministeriums abgesagt. Laut dem ukrainischen Botschafter in Polen, Andrij Deschtschytsja, hängt die Entscheidung mit möglichen Straßenprotesten und einer negativen Reaktion der Öffentlichkeit zusammen.